# La Caillère-Saint-Hilaire
La Caillère-Saint-Hilaire ist eine französische Gemeinde mit 1.100 Einwohnern (Stand: 1. Januar 2022) im Département Vendée in der Region Pays de la Loire. Sie gehört zum Arrondissement Fontenay-le-Comte und zum Kanton La Châtaigneraie (bis 2015: Kanton Sainte-Hermine). Die Einwohner werden Caillerots genannt.

## Geographie
La Caillère-Saint-Hilaire liegt am etwa 37 Kilometer ostsüdöstlich von La Roche-sur-Yon. Umgeben wird La Caillère-Saint-Hilaire von den Nachbargemeinden La Jaudonnière im Norden und Westen, Bazoges-en-Pareds im Norden und Osten, Rives-du-Fougerais im Osten und Südosten, Saint-Laurent-de-la-Salle im Süden sowie Saint-Martin-Lars-en-Sainte-Hermine im Süden und Südwesten.

## Geschichte
1974 wurden die Gemeinden La Caillère und Saint-Hilaire-du-Bois zur heutigen Kommune zusammengeschlossen.

## Bevölkerungsentwicklung
| 1962                      | 1968 | 1975 | 1982 | 1990 | 1999 | 2006 | 2013 |
| 715                       | 710  | 1218 | 1171 | 1088 | 1080 | 1042 | 1100 |
| Quelle: Cassini und INSEE |      |      |      |      |      |      |      |

## Sehenswürdigkeiten
- Kirche Saint-Jean-l'Évangéliste (Monument historique)
- Herrenhaus La Ray (Monument historique)

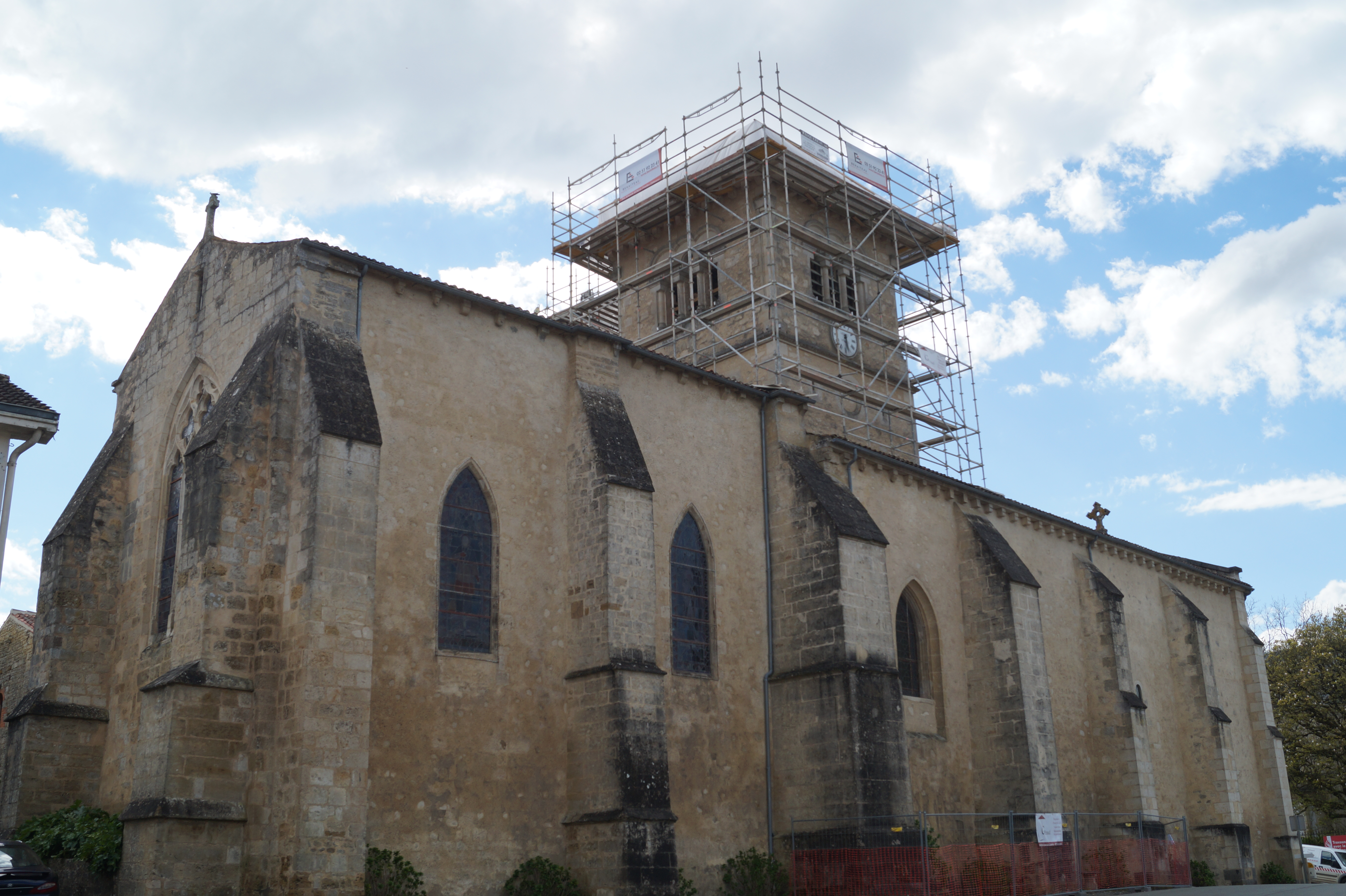
Kirche Saint-Jean-l'Évangeliste
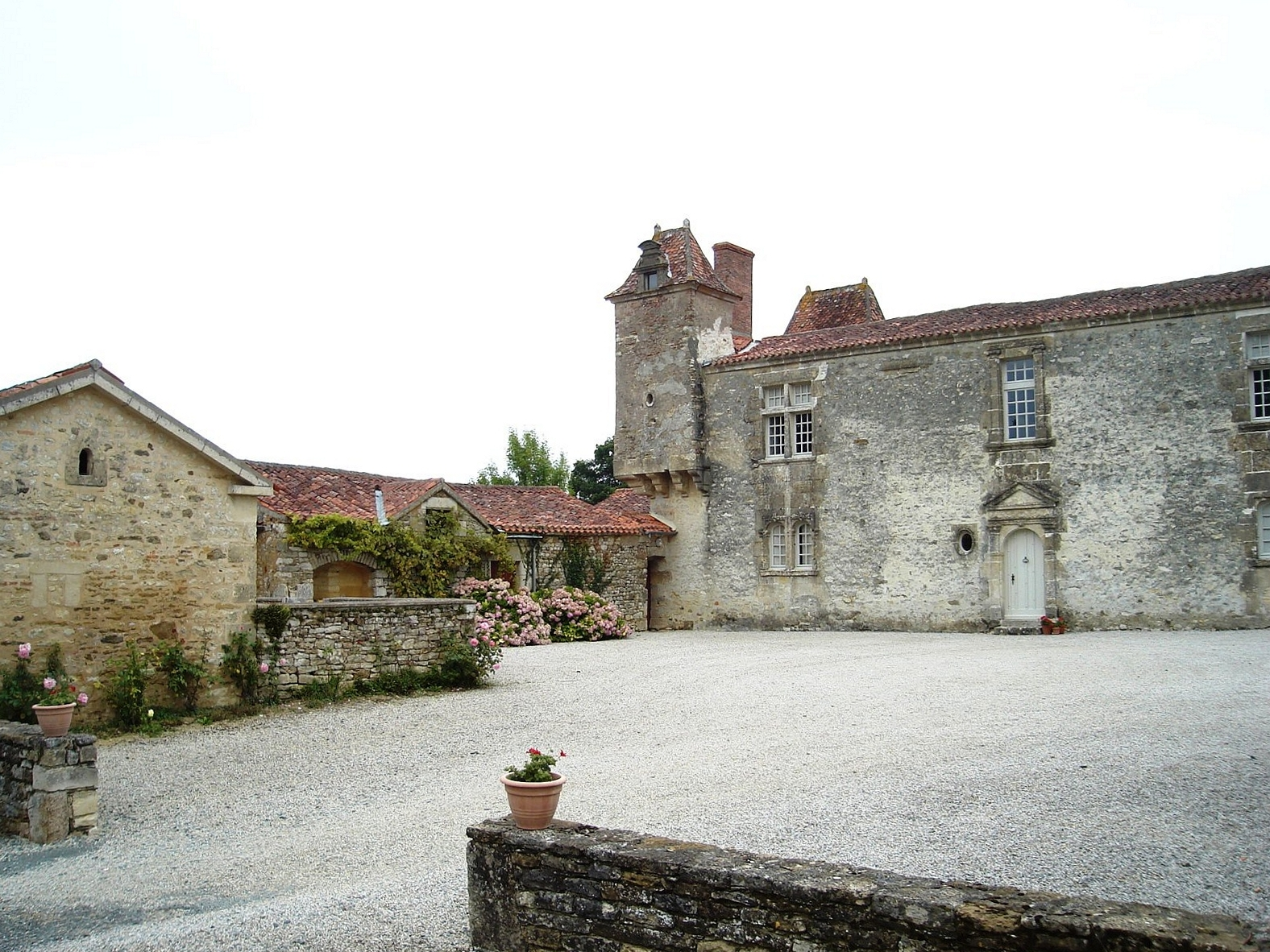
Herrenhaus La Ray